# Josep Playà i Maset
Josep Playà i Maset (Garriguella, 1957) és un periodista i assagista amb diverses publicacions sobre Salvador Dalí.
Es va iniciar en el periodisme al diari 9 País de Figueres. Després de llicenciar-se en ciències econòmiques va entrar al diari Cinco Días. Treballà al diari Avui des del 1983, on fou redactor en cap. Des del 1990 està a la secció de societat de La Vanguardia.
Ha publicat més d'una desena de llibres. Un dels primers va ser Atrapalo: ETA després de Txomin, publicat el 1988 amb Antoni Batista. El 1991 va publicar La gran conspiració: crònica de l'Assemblea de Catalunya també amb Batista.
Des de la dècada del 1980, quan va entrevistar personalment Salvador Dalí des del diari Avui, el seu interès per la figura del pintor s'ha reflectit en diverses publicacions que el portarien a ser comissari de l'Any Dalí a Figueres el 2004 i considerat un dels millors especialistes en l'obra de l'artista.
En aquest sentit ha publicat Dalí (1996), Casa-Museu Castell Gala-Dalí de Púbol (1997, amb Antoni Pitxot), El país de Dalí (2004, amb altres autors), L'enigma Dalí (2004, amb Màrius Carol). El 2018 va publicar Dalí esencial. el gran provocador del siglo XX on reivindicava la vigència del pintor amb un repàs des de la creació del personatge a la gestió del seu llegat passant pels happenings.